# Visselträdklättrare
Visselträdklättrare (Deconychura longicauda) är en fågel i familjen ugnsfåglar inom ordningen tättingar.

## Utseende
Långstjärtad trädklättrare är en relativt liten varmbrunfågel med ett svagt beigefärgat ögonbrynsstreck och likfärgade fläckar på bröstet. Näbben är rak. Arten liknar en rad andra trädklättrare, men de flesta är större och har streckat, ej fläckat bröst. Den är mest lik fläckträdklättraren, men är mindre med tunnare näbb.

## Utbredning och systematik
Långstjärtad trädklättrare förekommer i Guyanaregionen och Brasilien norr om Amazonfloden. Den behandlas numera som monotypisk, det vill säga att den inte delas in i några underarter. Tidigare inkluderades panamaträdklättraren (D. typica) och sorgträdklättraren (D. pallida) i arten, men dessa urskildes 2016 som egna arter av Birdlife International och IUCN, 2023 även av International Ornithological Congress.

## Levnadssätt
Långstjärtad trädklättrare hittas i skogsområden där den vanligen slår följe med kringvandrande artblandade flockar. Liksom andra trädklättrare ses den klättra uppför trädstammar likt en trädkrypare eller hackspett.

## Status och hot
Arten har ett stort utbredningsområde, men tros minska i antal, dock inte tillräckligt kraftigt för att den ska betraktas som hotad. Internationella naturvårdsunionen IUCN listar arten som livskraftig (LC).

## Namn
Arten har även kallats långstjärtad trädklättrare.